# 井口雅一
井口 雅一（いぐち まさかず、1934年11月22日 - ）は、日本の機械工学者。東京大学名誉教授。元日本機械学会会長。瑞宝重光章受章。

## 人物・経歴
新宿生まれ。1957年東京大学工学部機械工学科卒業。1962年同大学院修了、工学博士、同講師。1963年東京大学工学部助教授。1973年東京大学工学部教授。1991年自動車技術会副会長。1995年定年退職、東京大学名誉教授、工学院大学客員教授、日本自動車研究所副理事長・所長。1997年日本学術会議会員。2000年日本機械学会会長。2001年文部科学省宇宙開発委員会委員長。2013年瑞宝重光章受章。